# Historiesyn
Historiesyn er et andet ord for at fortolke det historiske perspektiv, at forstå at der en specifik opfattelse af de drivende kræfter, som bestemmer økonomiske, politiske og sociale forandringer i samfundet i forskellige tidsaldre.
En populær metafor er, at disse forskellige historiesyn er forskellige slags "briller", som gælder i den historiske analyse.
Det kan groft inddeles i kategorier af historien: religiøse / moralske, idealistiske, deterministiske, kritiske, nationalistiske samt eklektiske – alle baseret på ens syn på, hvad der styrer forandringen. Nogle gange er det en individuel filosof eller historikers tanker som ligger til grund for historiesynet, andre gange udvikles det gradvist af mange deltagende historikere og andre.
Studierne af historieskrivningens historie kaldes for historiografi.
- Historiematerialistisk historiesyn (også kaldt Materialistisk historiesyn) indebærer at man ser økonomiske og sociale forandringer som afgørende for historiens udvikling.
- Et idealistisk historiesyn indebærer at man ser idéer, historiske personligheder samt ideologier, som de fremtrædende drivkræfter i historien. Dette syn kan ses som det materialistiske historiesyns modsætning da det fremhæver individers og idéers betydning, som drivkræfter frem for massernes levevilkår.
- Det religiøse/moralske historiesyn indebærer at man ser religion og morale, som grundsøjlerne i samtiden. Gør man som gud vil, så går det godt for en. Er man god og handler godt så går det godt for en.
- Determineret historiesyn betyder at man mener at udviklingen i historien er forudbestemt, determineret.